# 27 minut spóźnienia
27 minut spóźnienia (ang. Reggie Perrin, 2009-??) – brytyjski serial komediowy nadawany przez BBC od 24 kwietnia 2009 roku do 18 listopada 2010 roku. W Polsce serial nadawany na kanale Tele 5.

## Opis fabuły
Reginald Perrin (Martin Clunes) to typowy przedstawiciel angielskiej klasy średniej. Piastuje kierownicze stanowisko i ma ustabilizowaną sytuację rodzinną oraz majątkową. Jednak dostatnie życie nudzi go i frustruje.

## Obsada
- Martin Clunes jako Reginald "Reggie" Perrin
- Fay Ripley jako Nicola Perrin
- Geoffrey Whitehead jako William
- Wendy Craig jako mama Reggiego
- Neil Stuke jako Chris Jackson
- Lucy Liemann jako Jasmine Strauss
- Kerry Howard jako Vicki
- Susan Earl jako Sue
- Jim Howick jako Anthony
- Nick Mohammed jako Steve
- Alexander Armstrong jako David